# Magnolizin
Magnolizin (EC 3.4.24.62, prooksitocin/neurofizin konvertaza, prooksifizinska proteinaza, prooksitocinska konvertaza) je enzim. Ovaj enzim katalizuje sledeću hemijsku reakciju
Hidroliza polipeptida sa Arg ili Lys u P1 i P2, npr. hidroliza prooksitocina u -Lys-Arg-Ala-Val-. Dalja specifičnos je zavisna od organizacije beta-zaokret-alfa-heliksa sa devet ili više ostataka koji sadrže parove baznih aminokiselina blizo centra
Ova endopeptidaza je prisutna u goveđoj hipofizi.

## Literatura
- Nicholas C. Price; Lewis Stevens (1999). Fundamentals of Enzymology: The Cell and Molecular Biology of Catalytic Proteins (Third изд.). USA: Oxford University Press. ISBN 019850229X.
- Eric J. Toone (2006). Advances in Enzymology and Related Areas of Molecular Biology, Protein Evolution (Volume 75 изд.). Wiley-Interscience. ISBN 0471205036.
- Branden C; Tooze J. Introduction to Protein Structure. New York, NY: Garland Publishing. ISBN 0-8153-2305-0.
- Irwin H. Segel. Enzyme Kinetics: Behavior and Analysis of Rapid Equilibrium and Steady-State Enzyme Systems (Book 44 изд.). Wiley Classics Library. ISBN 0471303097.

## Spoljašnje veze
- Magnolysin на 